# 伊日·鲁热克

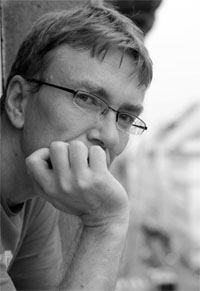
伊日·鲁热克

伊日·鲁热克（Jiří Růžek、Jiri Ruzek [ˈjɪr̝iː ˈruːˈʒek]、1967年8月29日—），生於1967年，捷克裸体艺术摄影师。

## 生平
鲁热克在1967年出生于捷克斯洛伐克的利托梅日采。1995年起開始摄影生涯。2004年，他从家乡搬到布拉格、與建筑師兼摄影师Ludmila Foblová同居、並在當地工作至今。
鲁热克的主要作品為以黑白艺术形式拍攝裸体人像照片。自2006年以来，其摄影作品散見於各項印刷媒体或互联网。2004至2005年, 他和克罗地亚的艺术家合作拍摄一系列Bodypainting Hatadi相關作品。2009年7月，其照片「České středohoří」（捷克中部山脉）获得了最佳反射杂志裸体摄影大赛大奖。

## 奖项
- Akty X 2009 - 第一名(最佳裸体摄影比赛)

## 书籍
- Transit（「交通」，2009、Euphoria Factory，日本）ISBN 978-4-06-379405-2
- Nude Photography（「裸体摄影」，2010, Loft Publications，西班牙、Frechmann GmbH.，德国）ISBN 978-84-92731-00-8
- Dame tus ojos（2011, 兰登书屋, 西班牙, titulní fotografie) ISBN 978-84-253-4574-6
- Fetish Fantasies（2011, Feierabend Unique Books, 德国）ISBN 978-3-939998-77-8
- Pussy Mania（2011, Edition Skylight, 瑞士）ISBN 978-3-03766-622-7
- Nude Closeup（2011, Publishers Graphics, 美國）ISBN 978-0-9847499-0-4

## 照片库

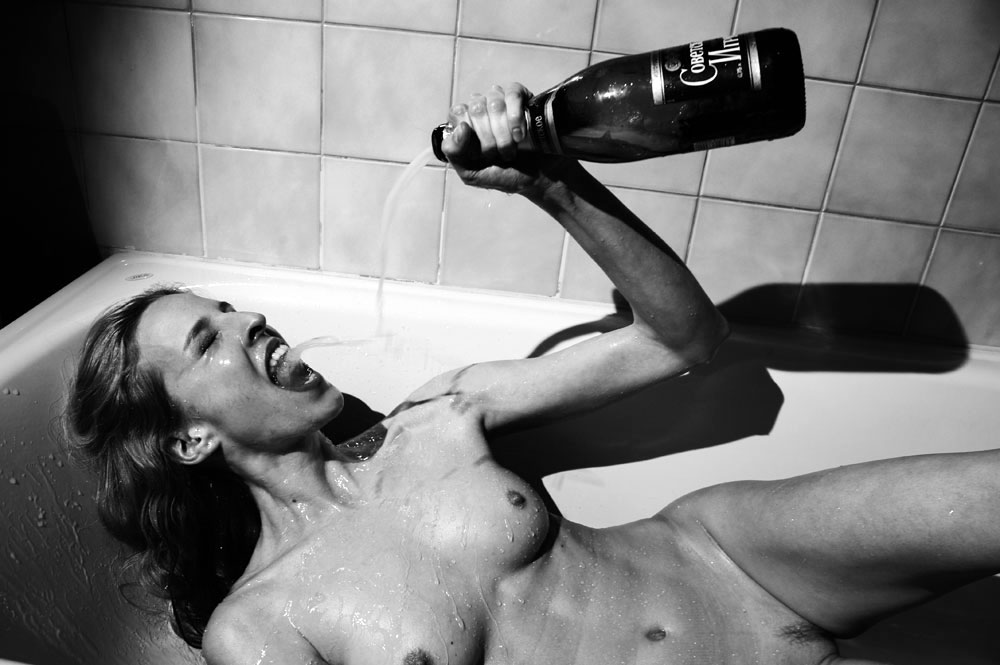
伊日·鲁热克 - 苏联斯帕克林
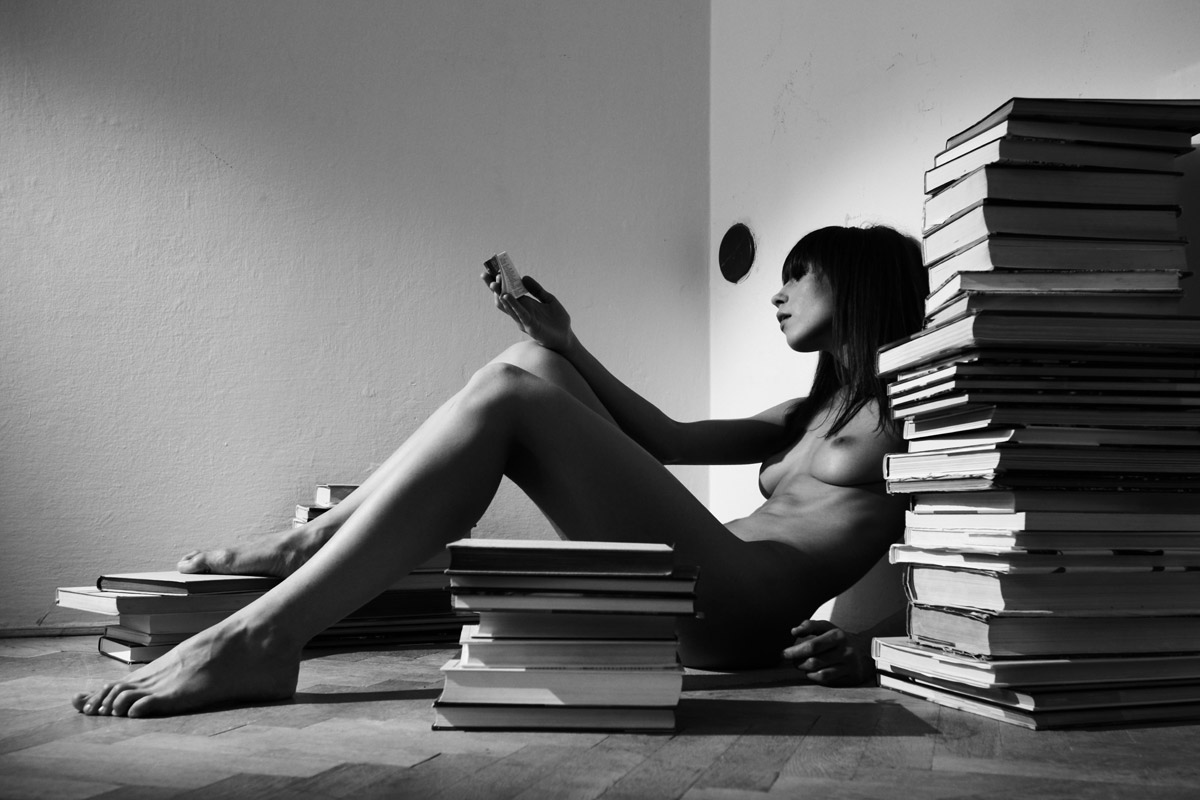
伊日·鲁热克 - 书呆子
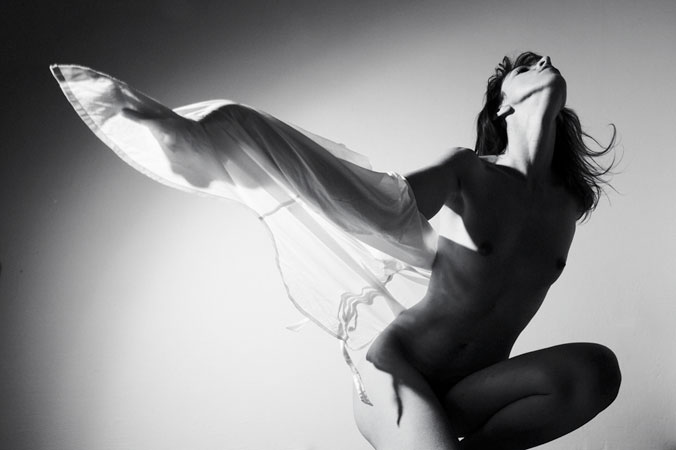
伊日·鲁热克 - 伊西斯
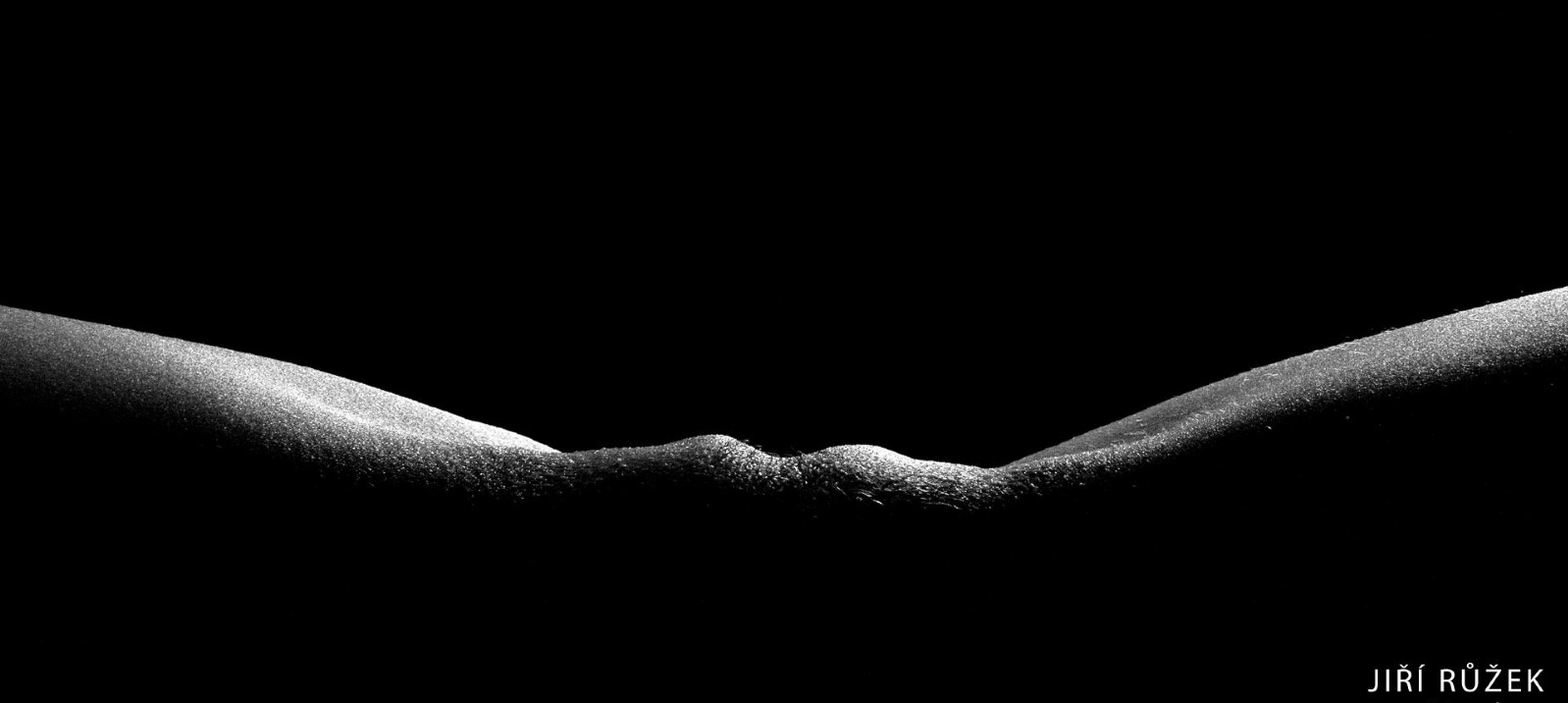
伊日·鲁热克 - 捷克中央山脉
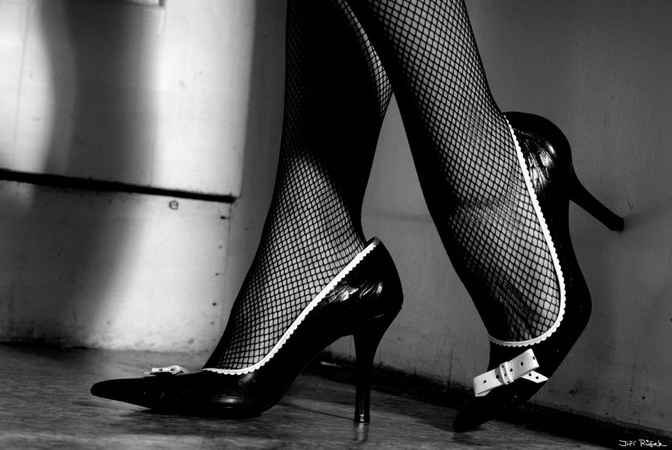
伊日·鲁热克 - 网络

## 外部連結
- www.jiriruzek.net （页面存档备份，存于）